# Cornelis de Graeff
Cornelis de Graeff, Senyor de Polsbroek, (Amsterdam, 15 d'octubre de 1599 - Amsterdam, 4 de maig de 1664) va ser una important figura política holandesa. Provenia de la família De Graeff, que a l'Edat d'Or, juntament amb la família Bicker per matrimoni, va ocupar el poder polític i la riquesa a Amsterdam, els Holanda i finalment Països Baixos. Va ser regent i alcalde durant molts anys. En el primer període de regnat a partir de 1650, impulsat per De Graeff, va ser considerat, juntament amb el seu nebot Johan de Witt, el principal protagonista republicà.

## Família

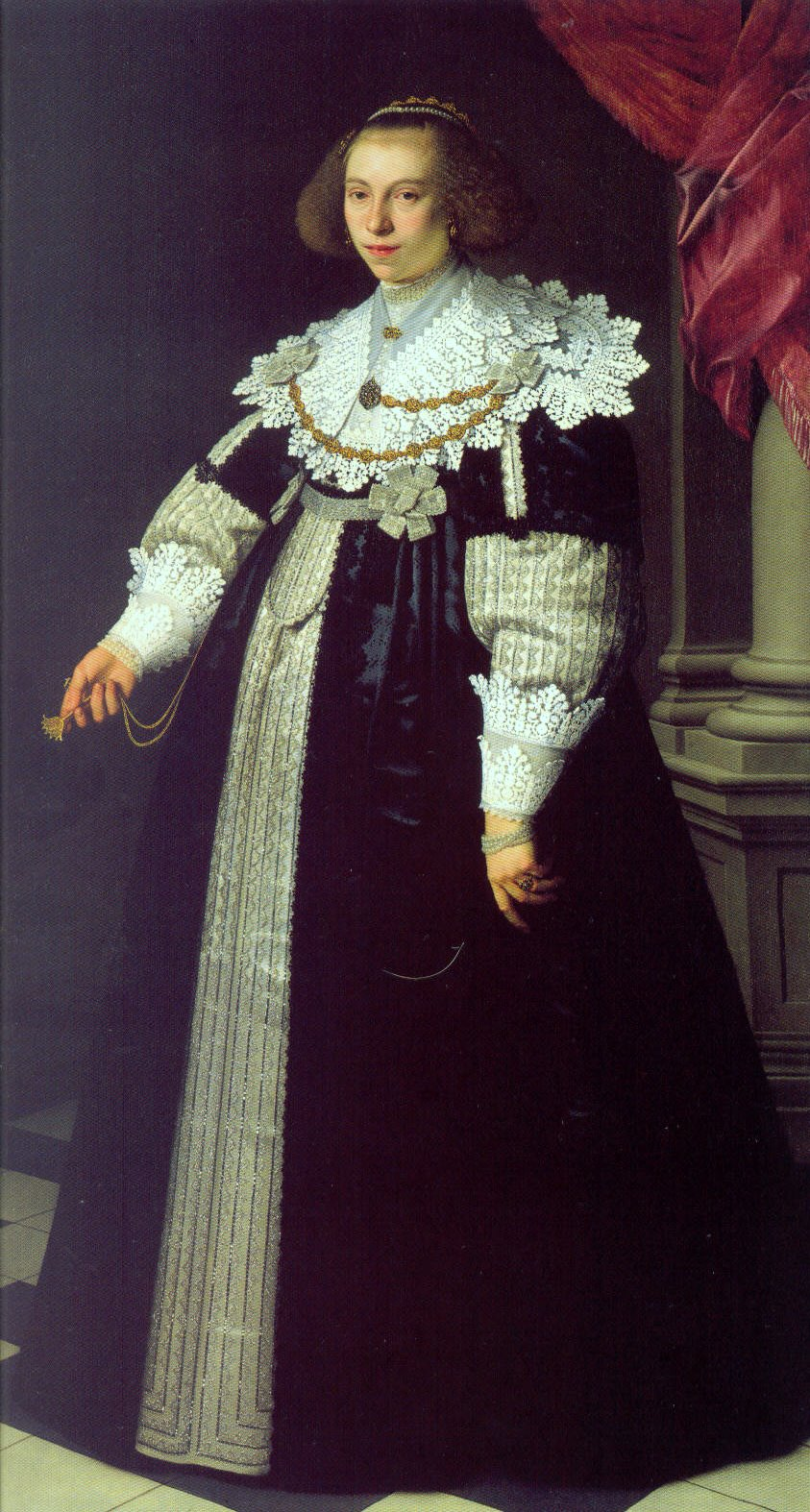
Retrat de l'esposa de Cornelis de Greaaeff, Catharina Hooft l'any 1636.

El seu pare va ser el regent i alcalde d'Amsterdam Jacob Dircksz de Graeff, Senyor alodial del feu semisobirà de Zuid-Polsbroek, i Senyor de Sloten, Osdorp, Nieuwer-Amstel i Amstelveen, i la seva mare va ser Aeltje Boelens Loen. Cornelis i el seu germà Andries de Graeff van ser regents i alcaldes d'Amsterdam durant l'Edat d'Or neerlandesa i es van convertir en regents i estatúders dels Països Baixos després de la mort sobtada de Guillem II d'Orange-Nassau. A mitjan segle xvii, va controlar les finances i la política de la ciutat, en col·laboració estreta amb el seu oncle Johan de Witt. Es va oposar a la Casa d'Orange-Nassau i era el successor moderat a la disputa republicana d'Andries Bicker. De Graeff va ser també el fundador d'una família de regents que va conservar el poder i la influència durant segles i va produir a un nombre de ministres. Va ser mig-sobirà Senyor de Zuidpolsbroek i Senyor de Sloten i Amstelveen, a la vora d'Amsterdam. Posteriorment Cornelis de Graeff va ser president de la Companyia Neerlandesa de les Índies Orientals.

### Descendència
De Graeff i la seva segona esposa Catharina Hooft va tenir dos fills: 
- Pieter de Graeff (1638 - 1707), mig-sobirà Senyor de Zuid-Polsbroek, mig-sobirà Senyor de Purmerland i Ilpendam, Regent d'Amsterdam, President de la Companyia Neerlandesa de les Índies Orientals, assessor de Johan de Witt, casat amb Jacoba Bicker.
- Jacob de Graeff (1642 - 1690), mig-sobirà Senyor de Purmerland i Ilpendam, casat amb Maria van der Does.

## Carrera

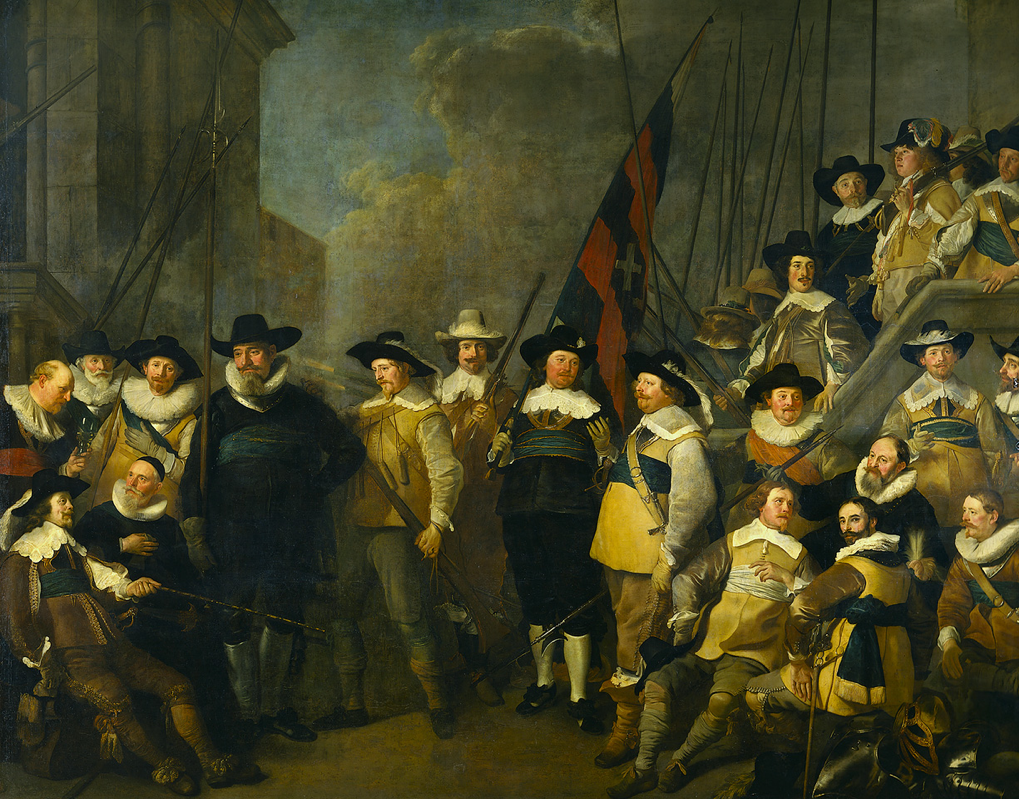
La companyia militar del capità Cornelis de Graeff per Jacob Adriaensz Backer (1642), Rijksmuseum Amsterdam.

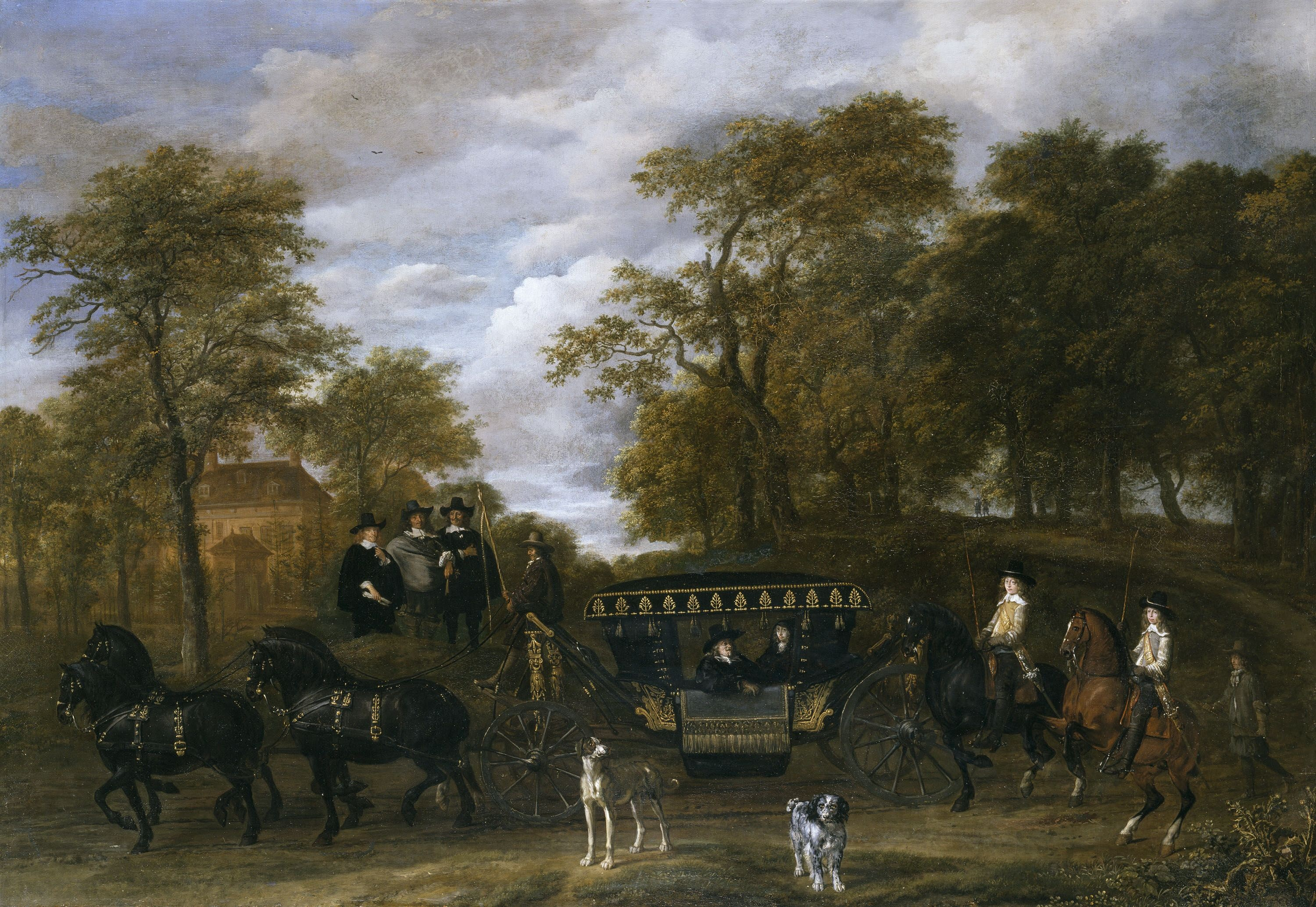
Cornelis de Graeff al Palau de Soestdijk (1656/60), Pintura per Jacob Van Ruysdael, National Gallery of Ireland

Cornelis va ser mercader i administrador de la Companyia Neerlandesa de les Índies Orientals, membre del Vroedschap d'Amsterdam a partir de 1639 i alcalde en deu ocasions entre 1643-62 durant els temps difícils del primer període sense estatúder.
Va començar la seva carrera com a capità de la milícia urbana de la ciutat, i és la seva companyia la que va ser retratada el 1642 per Jacob Adriaensz Backer (obra que es troba al Rijksmuseum).
Juntament amb el seu germà Andries, Andries Bicker, Cornelis Bicker i Jacob de Witt era De Graeff recolzava la Pau de Münster (1648) i al maig de 1650 va presentar una proposta per reduir la mida de l'exèrcit, ocasionant un conflicte polític. Al fracassat atac contra Amsterdam de 1650, De Graeff es va adonar que alcalde Cornelis Bicker i Andries Bicker i alguns dels seus familiars havien d'abandonar el Vroedschap.
El 1648 De Graeff va ser un dels promotors del nou ajuntament, inaugurat el 1655. El seu cim polític va arribar amb el seu nomenament com a alcalde de la presidència d'Amsterdam, juntament amb Johan Huydecoper van Maarsseveen. Cornelis de Graeff parlava nombroses llengües vives, però també dominava el grec, hebreu, caldeu, sirià i àrab. Ell mai no va anar a l'església, però solament per raons polítiques. Va ser mecenes de Rembrandt van Rijn, Gerard ter Borch, Jacob Jordaens, Artus Quellinus, Jan Lievens, Jurriaen Ovens, Joost van den Vondel i Jan Vos i va encarregar vuit pintures a Govert Flinck per a l'ajuntament. Al voltant 1650, De Graeff va aixecar una residència en el camp, ara coneguda com el Palau de Soestdijk, que va ser venut més endavant pel seu fill a Guillem III d'Orange-Nassau l'estatúder de lesProvíncies Unides el 1674.

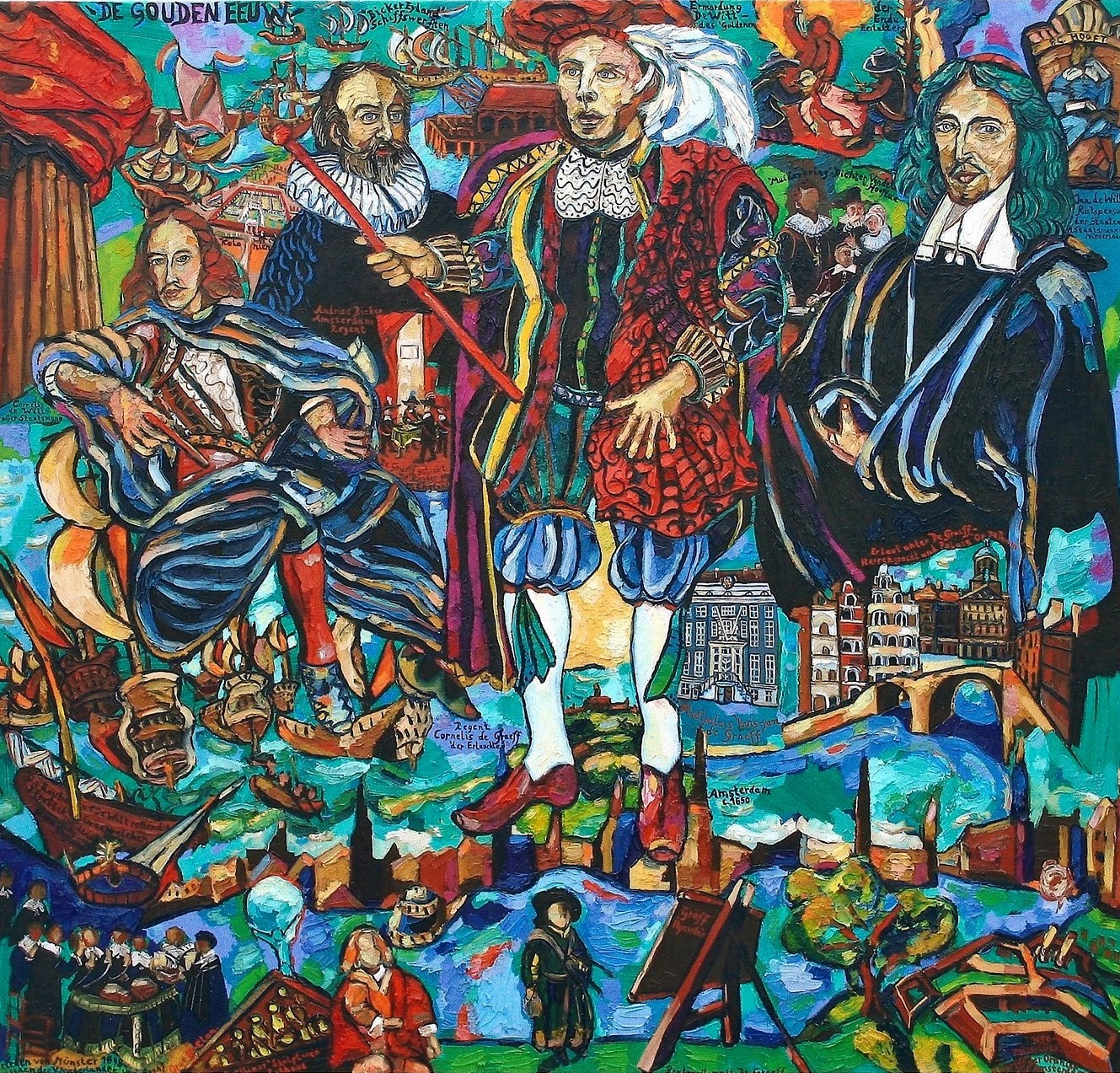
Pintura històrico-al·legòrica "De Gouden eeuw" sobre la família De Graeff a l'Edat d'Or neerlandesa. Es mostren els protagonistes al voltant de Cornelis de Graeff (al mig) i els seus familiars Johan de Witt (dreta), Cornelis de Witt (esquerra) i Andries Bicker (segon des de l'esquerra), així com alguns fets d'aquella època. (Pintura de Matthias Laurenz Gräff, 2007)

El 1653 va començar la col·laboració política entre Cornelis de Graeff i amb el seu nebot Gran Pensionari Johan de Witt. El jove polític va ser nomenat pensionista municipal dels Estats d'Holanda i Frísia Occidental amb l'aprovació expressa de De Graeff. La relació entre aquests dos personatges diferents era una combinació de parentiu proper i respecte mutu. De Graeff era un igual polític a De Witt com cap altre. Aquesta cooperació entre els dos polítics també va ser la clau de l'èxit a la Primera guerra angloneerlandesa. El 1654, a causa de la pressió de De Witt i De Graeff, la Pau de Westminster i la clàusula secreta creada pels dos estadistes, Acta de Seclusion, per la qual s'excloïa Guillermo III, Príncep d'Orange del càrrec d'Estatúder. Aquesta resolució va ser redactada per De Graeff en col·laboració amb De Witt i Hieronymus van Beverningh. Tot i l'acte de resolució, De Graeff va continuar gaudint de la confiança de la Casa d'Orange. La princesa anglesa Maria Enriqueta Stuard li va oferir la tutela del seu fill Guillem III. en.
Amsterdam i De Graeff havien assolit el zenit del seu poder i el 1656 va muntar una expedició sota el mandat de Michiel de Ruyter a la mar Mediterrània i -durant la guerra entre Polònia i la Suècia de Carles X Gustau de Suècia- una altra sota Jacob van Wassenaer Obdam a la mar Bàltica. Venturosament per als Països Baixos, aquesta guerra va acabar a Danzig de manera neutral. Els quatre alcaldes més forts van decidir enviar Coenraad van Beuningen a Copenhaguen per incitar a Dinamarca per entrar en guerra contra Suècia. Per a sorpresa de tots, el rei suec va travessar Jutlàndia pel Gran Belt fins a Copenhaguen en el bell mig de l'hivern. En una segona expedició per ajudar Copenhaguen, Witte de With va participar en la batalla de Sound. Cornelis de Graeff es preparava aleshores per iniciar la lluita contra Suècia, desatenent els consells dels Grans Pensionaris, però la inesperada mort de Carles Gustau el 1660 dona fi a les hostilitats. Amsterdam va enviar també l'almirall Michiel de Ruyter contra Anglaterra, desobeint les ordres del parlament dels Països Baixos. El setembre del 1660, els Estats Generals dels Països Baixos van decidir fer-se càrrec de l'educació del jove Guillem III, que va passar molt de temps en companyia de Graeff al Palau de Soestdijk.